# Real Academia de Bellas Artes de San Fernando

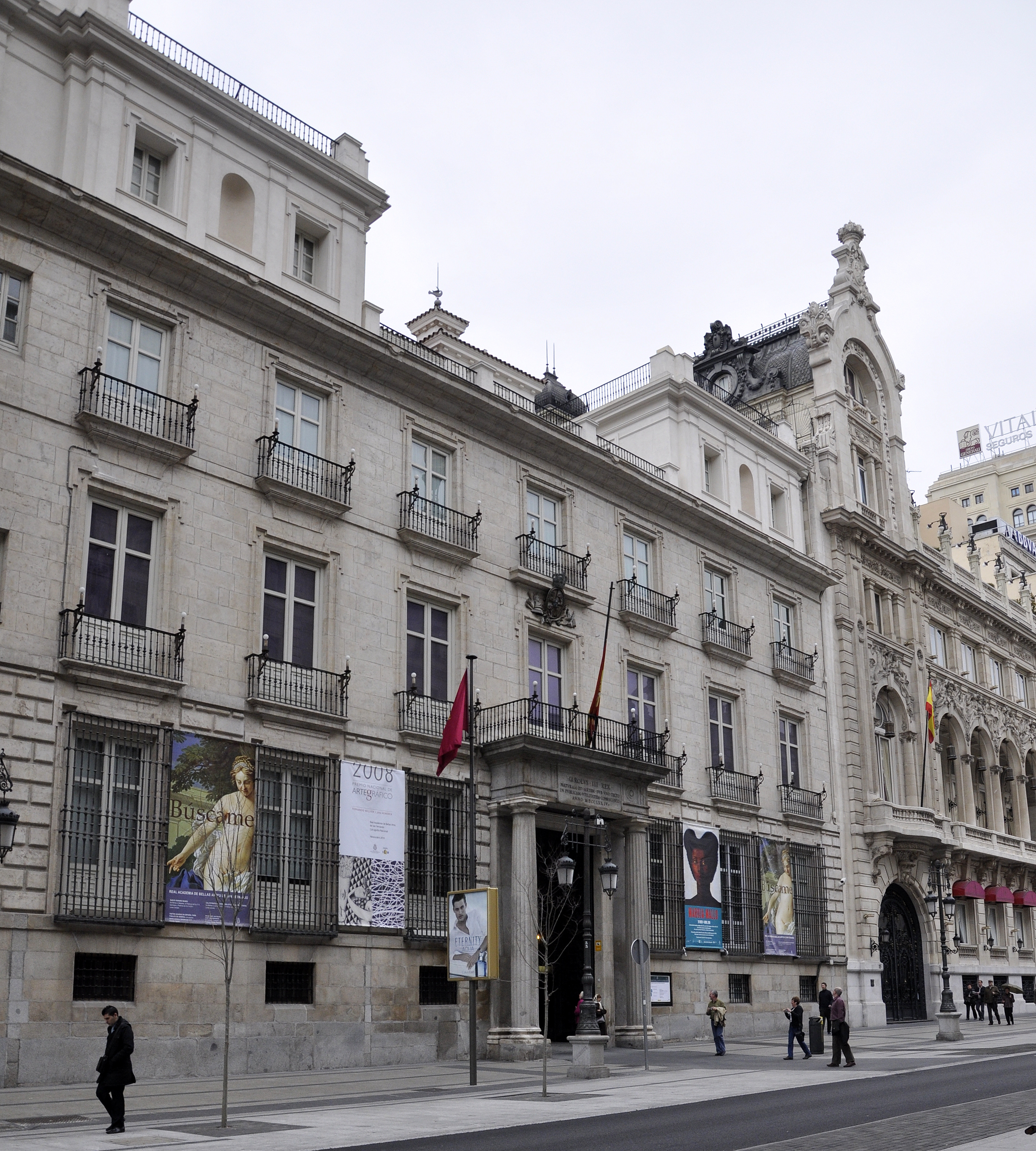
Het paleis van Goyeneche van de Real Academia de Bellas Artes de San Fernando

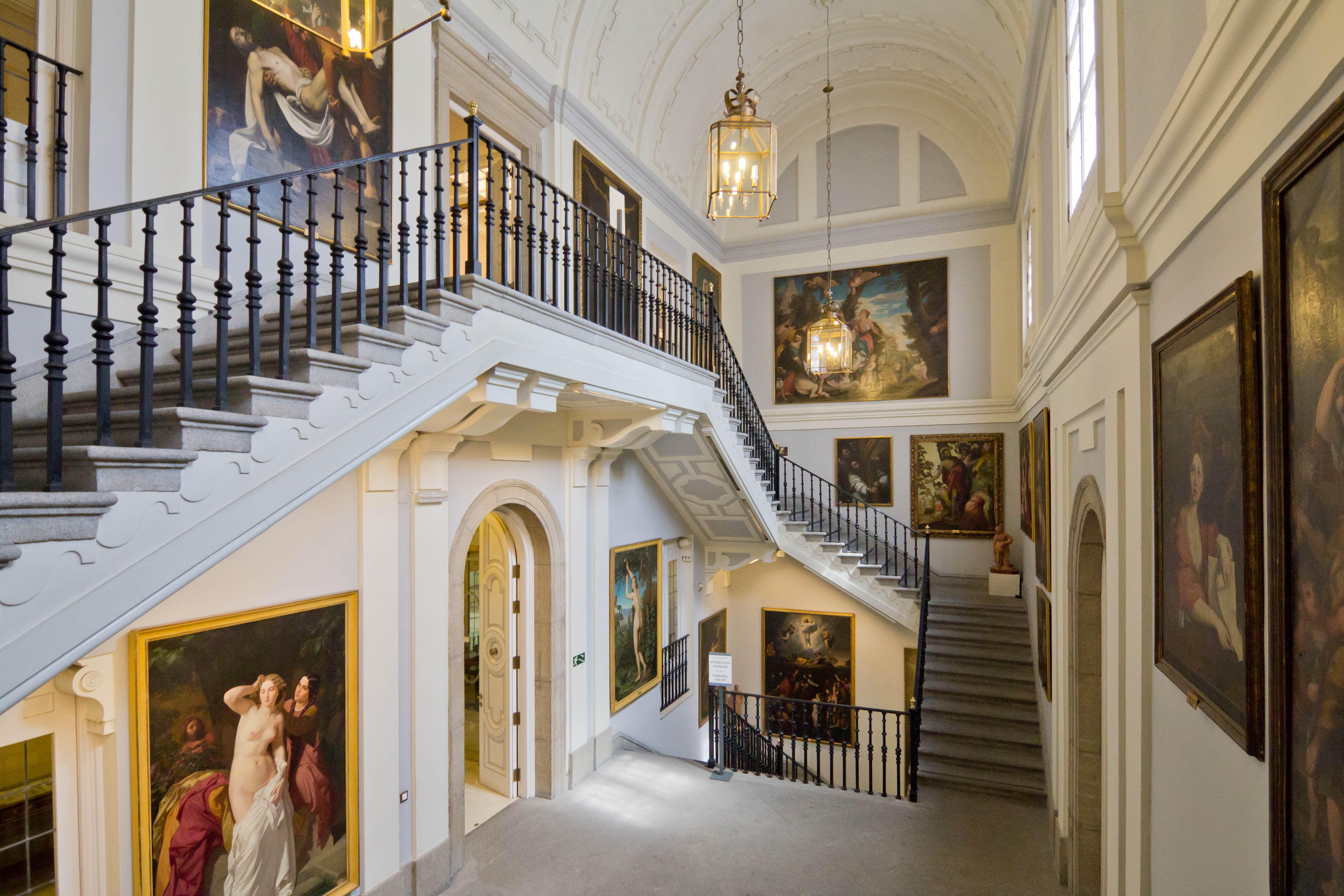
Interieur van de Koninklijke Academie

De Real Academia de Bellas Artes de San Fernando (Spaans voor Koninklijke Academie voor Schone Kunsten van Sint-Ferdinand) is een wetenschappelijk instituut op het gebied van de beeldende kunsten in de Spaanse hoofdstad Madrid. De academie is vooral bekend vanwege zijn verzameling oude meesters, die bezichtigd kunnen worden.

## Geschiedenis en organisatie
De Koninklijke Academie is een van de voornaamste instituten van Spanje, opgericht in 1752 op koninklijk bevel. Het is onderdeel van het Instituto de España, waarin tien koninklijke academies verenigd zijn, gevestigd in Madrid en Barcelona.
Aan de academie is een opleidingsinstituut voor kunstenaars verbonden. Een van de kunstenaars die in het verleden aan de academie verbonden waren is Alfonso Ponce de León (1906-1936), die vermoord werd tijdens de Spaanse Burgeroorlog. Fernando Álvarez de Sotomayor (1875-1960) was een van de directeuren.
In 2015 hadden 59 kunstenaars en architecten zitting in de Koninklijke Academie. Een van de ereleden is de in Zwitserland gevestigde Spaanse architect Santiago Calatrava. Huidig beschermheer is de koning van Spanje.

## Huisvesting
De academie is gevestigd in het paleis van Goyeneche, dat zich aan de Alcala-straat nr. 13 bevindt. Het paleis werd gebouwd in 1725 naar een ontwerp van José Benito de Churriguera. Vanaf 1773 is hier de Koninklijke Academie gevestigd. Naast de zalen met kunst beschikt de academie over een collegezaal (Salón de actos), diverse andere onderwijsruimtes, alsmede een wetenschappelijke bibliotheek met meer dan 60.000 boeken, incunabelen, handschriften, ontwerpen en muziekpartituren. Het archief van de academie bevat een waardevolle verzameling kostbare handschriften.

## Collectie

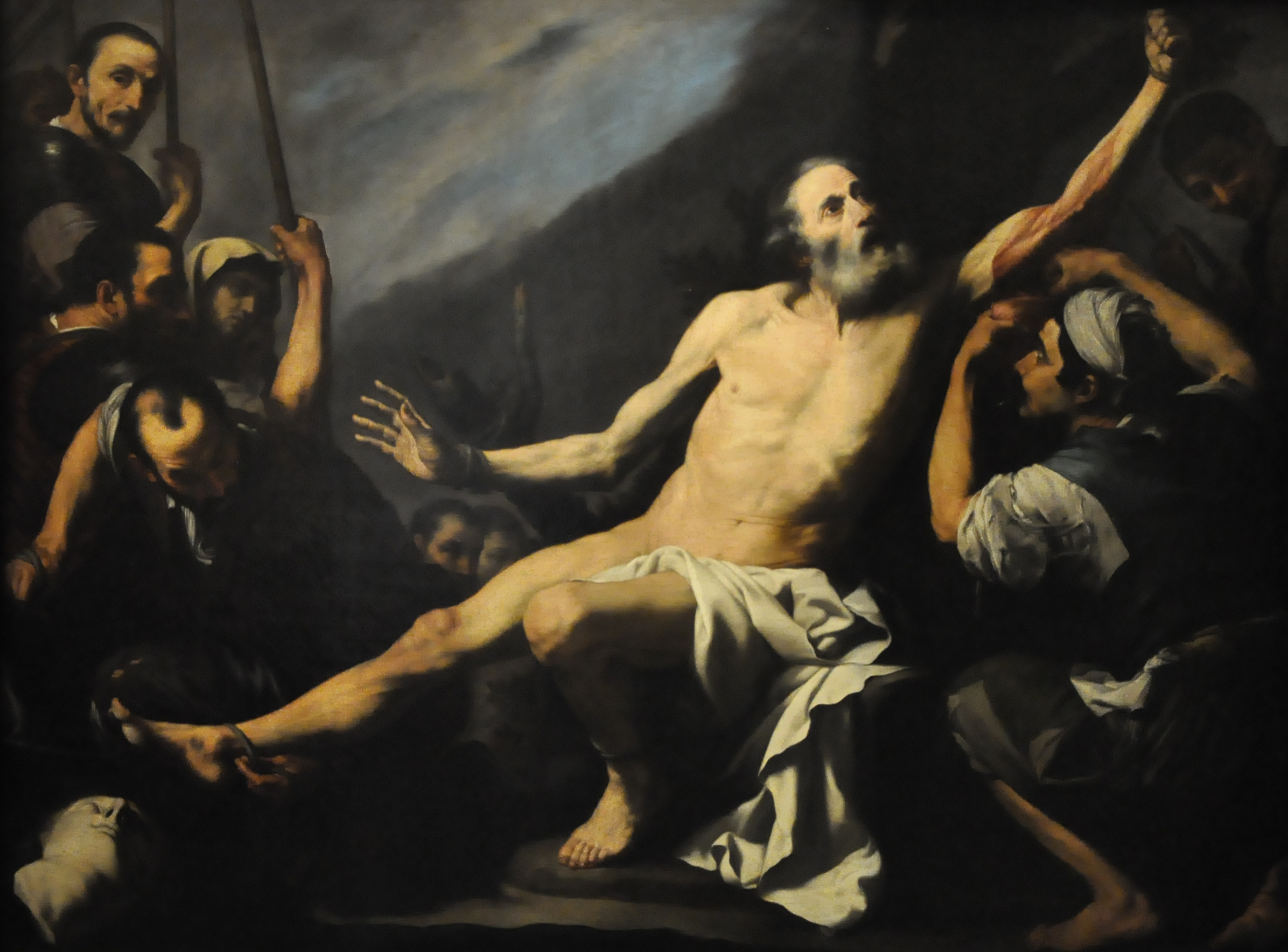
De marteldood van de heilige Bartolomeus door José de Ribera

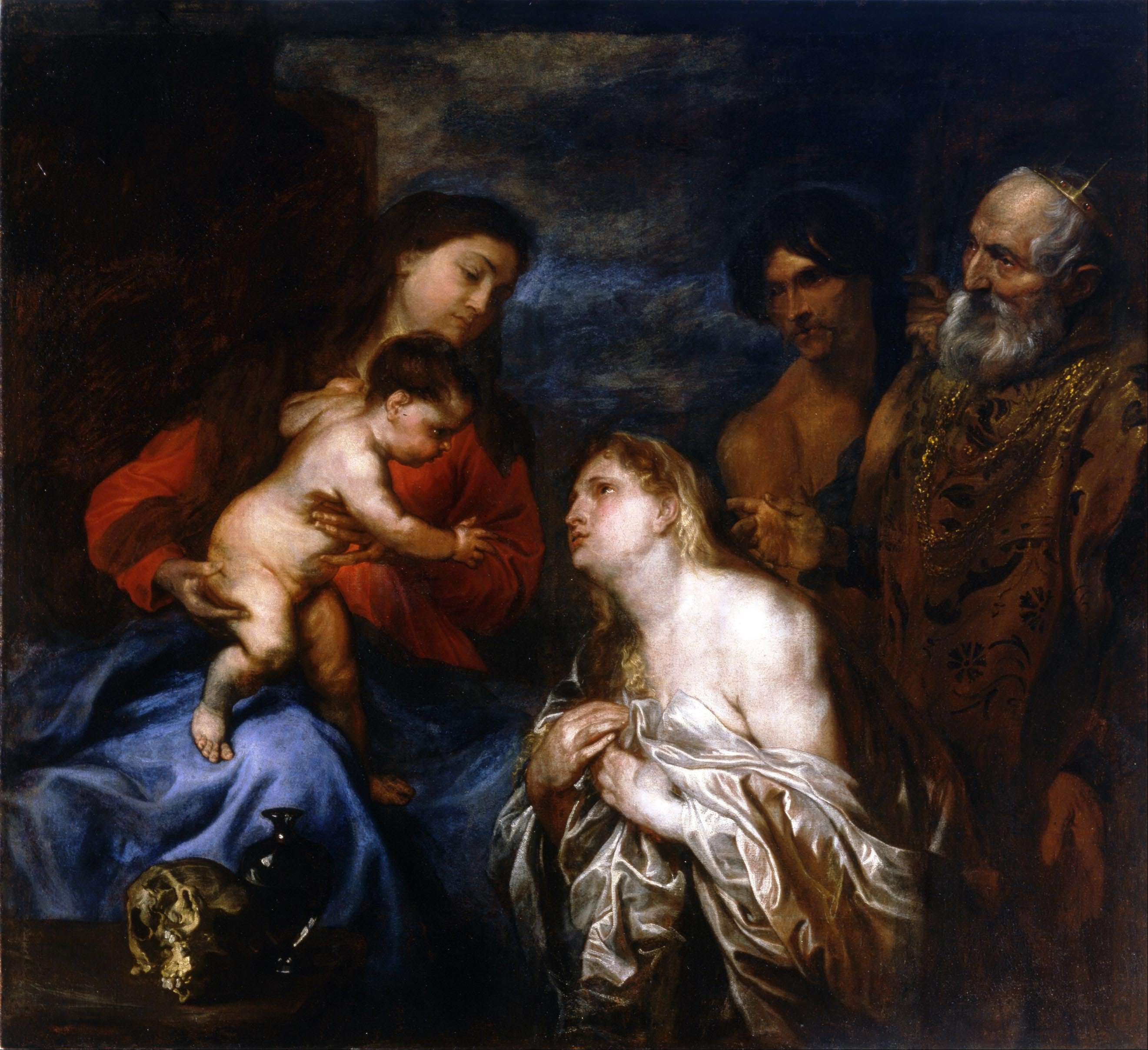
Madonna met kind en berouwvolle zondaars door Antoon van Dyck

De kunstverzameling van de Koninklijke Academie bevat hoofdzakelijk schilder- en beeldhouwkunst van Spaanse meesters uit de 16e tot 20e eeuw. Daarnaast zijn er ook werken te bezichtigen van andere meesters.

### Spaanse meesters
- Bartolomé Murillo
- José de Ribera
- Francisco Zurbarán,
- Francisco Pacheco,
- Francisco Goya,
- Sorolla
- Anton Raphael Mengs,
- Juan Gris
- Pablo Picasso.

### Buitenlandse meesters
- Giovanni Bellini
- Giuseppe Arcimboldo (enige werk in Spanje)
- Corregio
- Peter Paul Rubens
- Antoon van Dyck
- Pieter Snayers